# Gungarapente, Sira
Gungarapente là một làng thuộc tehsil Sira, huyện Tumkur, bang Karnataka, Ấn Độ.